# Мальтійський протекторат
35°53′00″ пн. ш. 14°30′00″ сх. д. / 35.8833° пн. ш. 14.5° сх. д.
Мальтійський протекторат (італ. Protettorato di Malta, мальт. Protettorat ta' Malta) був політичним терміном для Мальти, коли вона офіційно була частиною Сицилійського королівства, але під британським захистом. Цей протекторат стався між капітуляцією французьких збройних сил на Мальті в 1800 році та перетворенням островів на колонію корон у 1813 році.

## Передумови

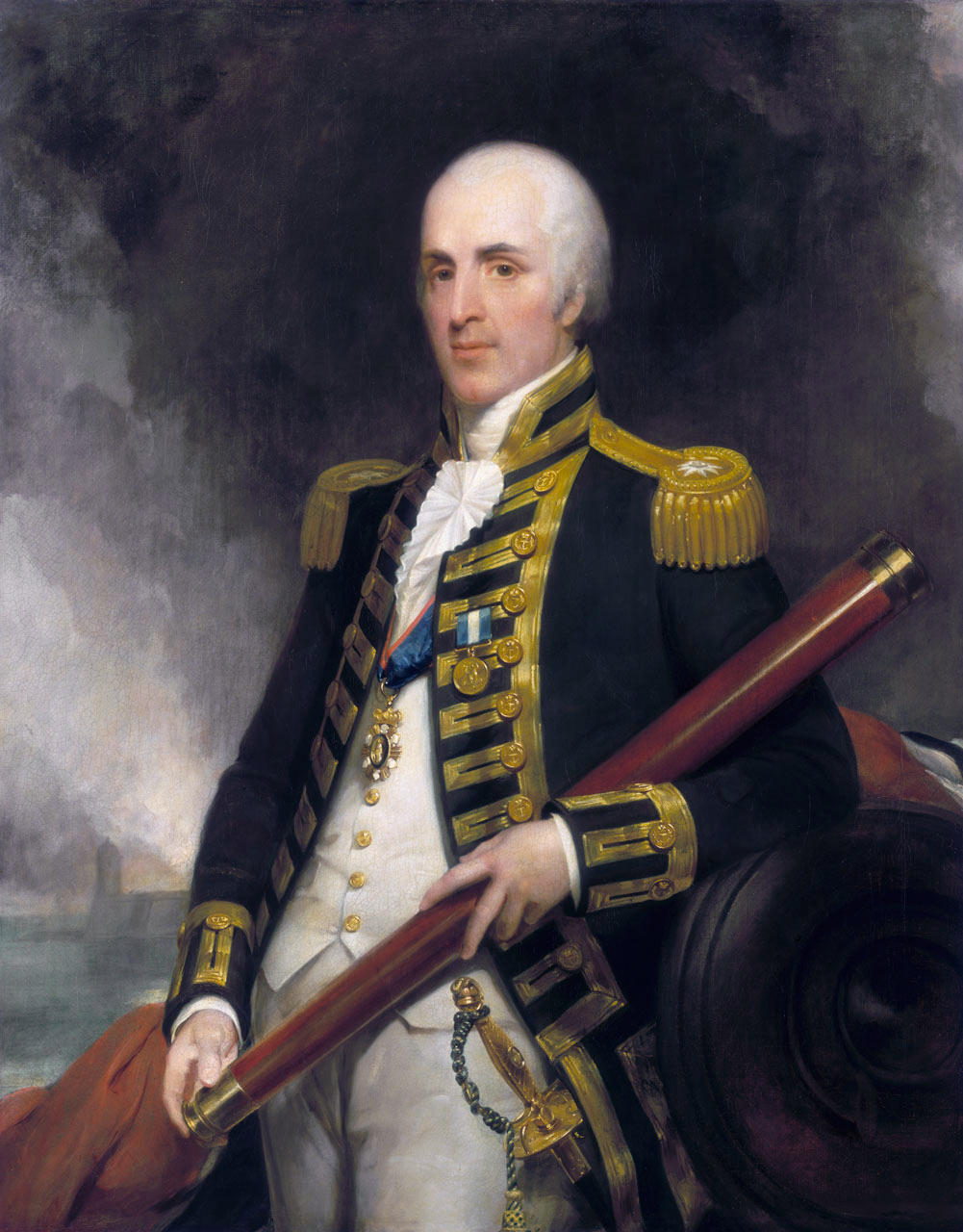
Сер Олександр Бал, цивільний уповноважений Мальти 1799—1801 та 1802—1809

Під час повстання мальтійців проти французів мальтійський народ створив Національну асамблею як тимчасовий уряд. Посланці були відправлені на допомогу британському флоту на Сицилії, а британський конвой, що складався з 13 побитих кораблів під керівництвом капітана сера Джеймса Соумареза, з'явився біля острова наприкінці вересня 1798 року.
Французький гарнізон під керівництвом генерала Вабуа був пригнаний до Моста і остаточно здався 4 вересня 1800 року. Тому Мальта стала британським протекторатом.

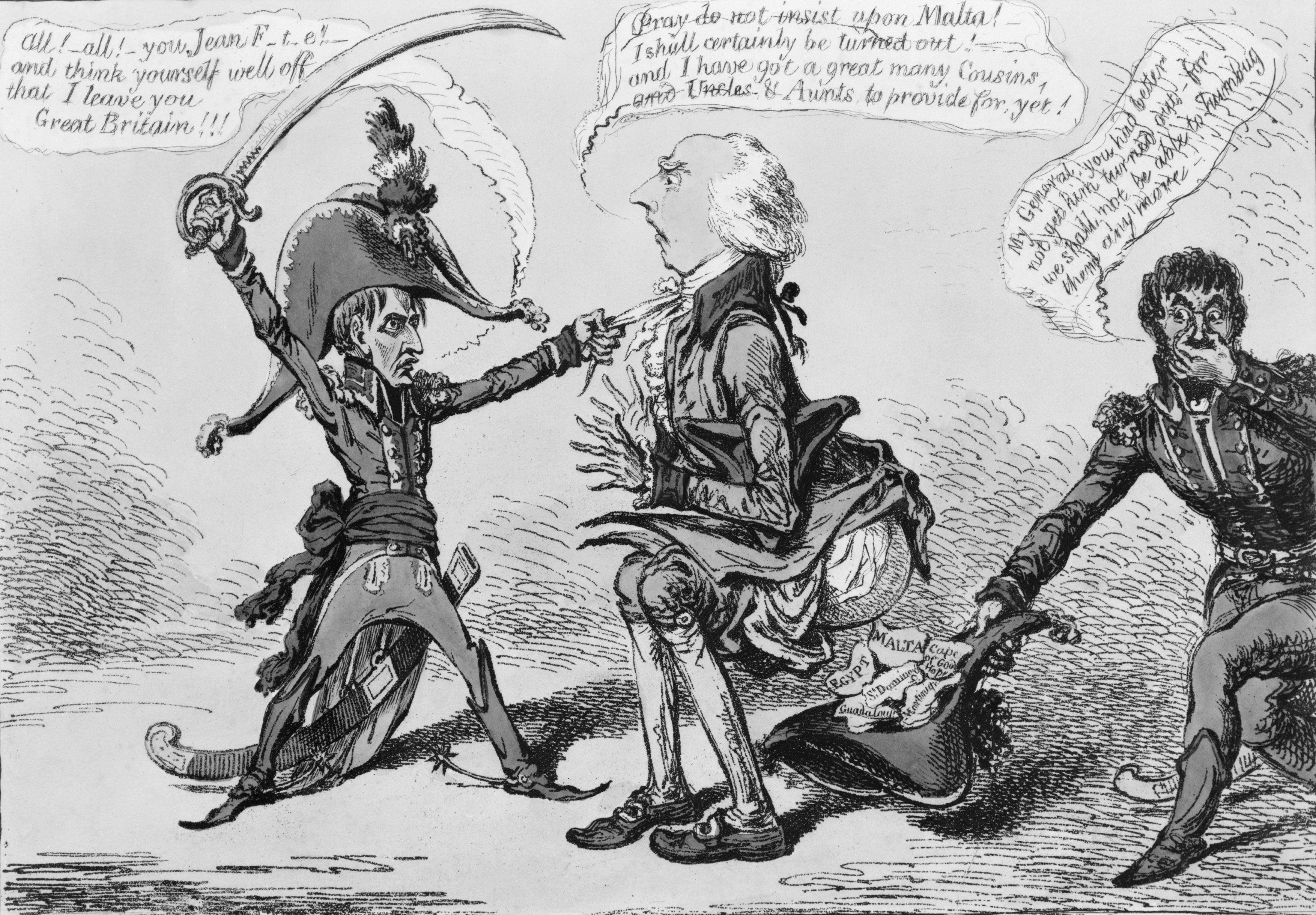
1803 мультфільм про евакуацію Мальти

Відповідно до умов Ам'єнського договору 1802 року, Британія повинна була евакуювати острови, але не виконала цього зобов'язання, що призвело до його краху та відновлення війни між Великою Британія та Франція.

## Декларація прав

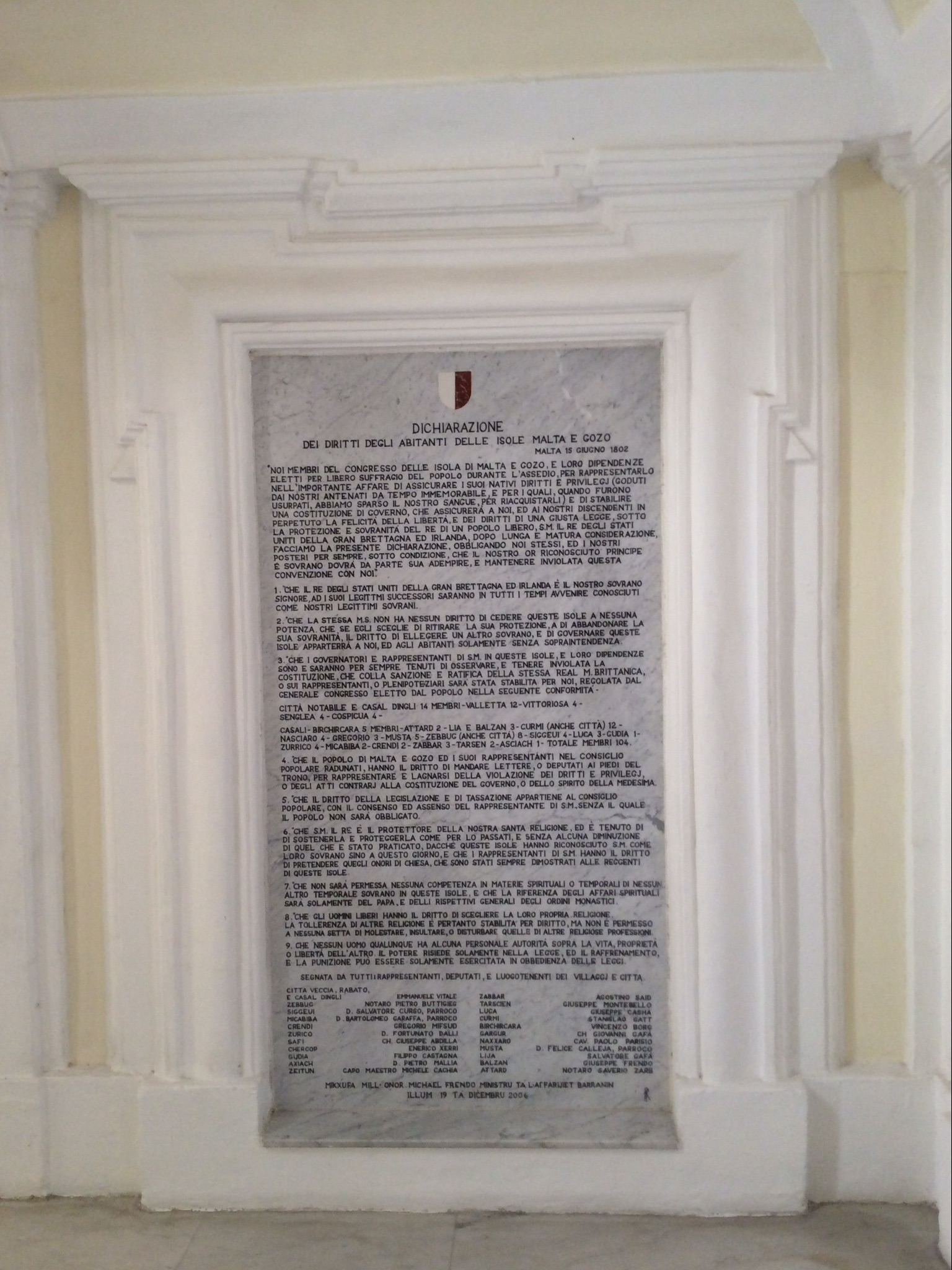
Декларація прав жителів островів Мальта і Гоцо 1802 року

У червні 1802 року 104 представники мальтійських міст і сіл підписали Декларацію прав жителів островів Мальта та Гозо, якою вони проголосили Георга III своїм королем, і він не мав права здати Мальту іншій владі. Декларацією вони також проголосили, що Мальта повинна бути самоврядною, перебуваючи під захистом Великої Британії.

## Лампедуза

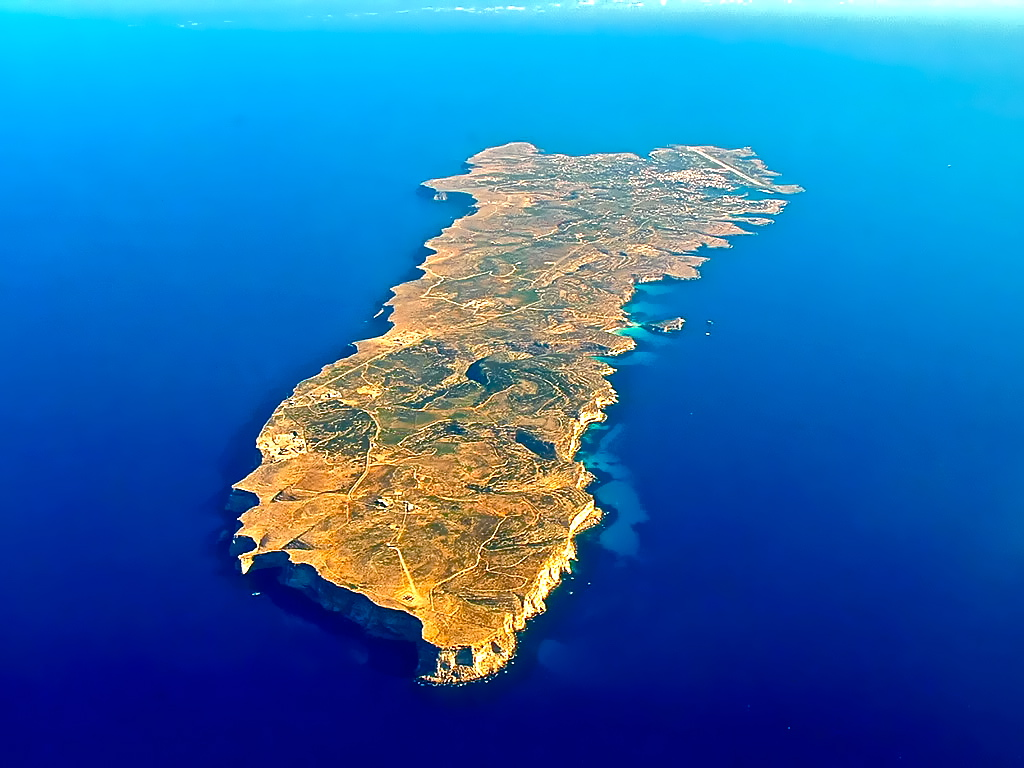
Вид з Лампедузи

У політичному плані Лампедуза була частиною Сицилійського королівства. Наприкінці 18 століття, поки Мальта була ще під управлінням лицарів, принц Лампедузи передав острів мальтійському підприємцю Сальваторе Гатту, який оселився на острові з кількома мальтійськими робітниками.
Британці розглядали можливість взяти Лампедузу в якості військово-морської бази замість Мальти, але від цієї ідеї відмовились, оскільки острів не мав глибоких гавані і був недостатньо розвинений. Незважаючи на це, влада на Мальті та британський уряд все ще намагалися захопити острів.
У 1800 році Болл відправив до Лампедузи комісаріат, щоб оцінити доцільність цього, і в результаті острів можна було використовувати для постачання Мальти їжі за відносно низькою вартістю, оскільки там було пасовище та достатнє водопостачання. У 1803 р. кі мальтійські фермери поселились на Лампедузі з великою рогатою худобою та вівцями, і почали вирощувати ячмінь.
У 1810 році Сальваторе Гатт передав договір оренди британському комісаріату Олександру Фернандесу, і той спробував створити на острові велику мальтійську колонію. Це не здійснилося, оскільки Королівська комісія в 1812 р. заявила, що це лише підприємницьке підприємство, і Велика Британія відмовилася допомогти Фернандесу. Подальші проблеми виникли, коли чума спустошила Мальту в 1813–14, і 25 вересня 1814 р. Сер Томас Мейтленд вивів британські війська з Лампедузи.
Фернандес залишався власником острова до 1818 р., коли Гатт повернувся і залишався там зі своєю сім'єю до 1824 р.

## Коронна колонія
У 1813 р. За Конституцією Батерста острів був перетворений на колонію британської корони. 23 липня сер Томас Мейтленд замінив сера Хільдебранда Оукса і був першим цивільним комісаром, якому було присвоєно звання «губернатора». Мальта офіційно стала колонією за Паризьким договором у 1814 році.